# Advanta Championships Philadelphia 2004
L'Advanta Championships of Philadelphia 2004 è stato un torneo femminile di tennis giocato sul cemento indoor. È stata la 14ª edizione del torneo, che fa parte della categoria Tier II nell'ambito del WTA Tour 2004. Si è giocato al Philadelphia Civic Center di Philadelphia, negli USA dal 1° al 7 novembre 2004.

## Campionesse

### Singolare
Amélie Mauresmo ha battuto in finale  Vera Zvonarëva con il punteggio di 3–6, 6–2, 6–2

### Doppio
Alicia Molik /  Lisa Raymond hanno battuto in finale  Liezel Huber /  Corina Morariu con il punteggio di 7–5, 6–4